# 利休 (映画)
『利休』（りきゅう）は、1989年9月15日に公開された日本の伝記映画で、監督は勅使河原宏、主演は三國連太郎と山﨑努。

## ストーリー
原作は野上彌生子の歴史小説『秀吉と利休』。

## キャスト
- 千利休 - 三國連太郎
- りき - 三田佳子
- 織田信長 - 松本幸四郎
- 徳川家康 - 中村吉右衛門
- 大納言秀長 - 田村亮
- 北政所 - 岸田今日子
- 大政所 - 北林谷栄
- 茶々 - 山口小夜子
- お亀 - 藤田芳子
- 石田三成 - 坂東八十助
- 古田織部 - 嵐圭史
- 細川忠興 - 中村橋之助
- 古渓和尚 - 財津一郎
- 鳥飼彌兵衛 - 観世栄夫
- ちか - 江波杏子
- おまん - 瀬間千恵
- 由利 - 秋乃桜子
- 三輪 - 杣山久美
- 勢以 - 千田真弓
- 長谷川等伯 - 元永定正 ※
- 玄白 - 飯田善國 ※
- 正親町天皇 - 堂本尚郎 ※
- 誠仁親王 - 熊倉功夫 ※
- 和仁親王 - 中村獅童
- 織田有楽 - 細川護煕 ※
- 松井友閑 - 上田晃
- 富田知信 - 勅使河原宏 ※
- ステハノ - ルイ・マルケス
- 喜作 - 丹野由之
- 高山右近 - 青山裕一
- 今井宗久 - 織本順吉
- 長次郎 - 今福将雄
- 鳴海 - 矢野宣
- 光青 - 栗崎昇
- 前田玄以 - 久保晶
- 村上刑部 - 森山潤久
- 津田宗及 - 徳田興人
- ゆら - 伊藤友乃
- フロイス - ケン・フランケル
- コエリュ - ドナルド・リチー
- 山上宗二 - 井川比佐志
- 豊臣秀吉 - 山﨑努

※印はカメオ出演（セリフなし）

## スタッフ
- 監督：勅使河原宏
- 製作総指揮：奥山融
- 企画：勅使河原宏
- 企画協力：藤井浩明
- 製作：山内静夫、峰村永夫、渡邊一夫
- 製作補：前吉祐、森江宏
- プロデューサー：野村紀子、上村力
- 脚本：赤瀬川原平、勅使河原宏
- 原作：野上彌生子『秀吉と利休』
- 撮影：森田富士郎
- 美術：西岡善信、重田重盛
- 装飾監修：高津利治
- 照明：中岡源権
- 音楽：武満徹
- 録音：西崎英雄
- 編集：谷口登司夫
- 衣装デザイン：ワダエミ
- 助監督：満友敬司、津島勝、高司暁、田中幹人、本木克英
- スチール：赤井博且
- 製作顧問：松井隆治、奥本篤志
- 建造物監修：中村昌生
- 茶道具監修：林屋晴三
- 茶の湯構成：倉斗宗覚
- 特殊メイク：江川悦子
- 視覚効果：中野稔
- タイトル：デン・フィルムエフェクト
- 現像：IMAGICA
- MA：アオイスタジオ
- 後援：表千家、裏千家、武者小路千家
- 協力：草月会、ポルトガル大使館
- 製作協力：京都映画、映像京都

## 受賞
- モントリオール世界映画祭最優秀芸術貢献賞
- ベルリン映画祭フォーラム連盟賞受賞
- 第7回ゴールデングロス賞優秀銀賞[2]
- 第13回日本アカデミー賞最優秀主演男優賞(三國連太郎)、最優秀音楽賞[3]
- 第32回ブルーリボン賞 主演男優賞(三國連太郎)
- 第2回日刊スポーツ映画大賞 石原裕次郎賞
- 第44回毎日映画コンクール日本映画優秀賞

## エピソード
- 原哲夫が描いた『花の慶次』（集英社）に登場する利休、秀吉、三成、茶々らの人物像とそのファッションは、この映画の影響を受けている。
- 本作に登場する茶器や掛け軸、屏風などは、その大半が本物を所蔵する美術館から借りて使用しており、国宝級の本物がいくつも置かれた撮影現場は、異様な雰囲気に包まれたと言う。特に実際に本物を手にして演技をする役者たちへのプレッシャーは尋常ではなく、主演の三國でさえ、何度か手を震わせてNGを出したという。